# Anna Maria di Borbone-Orléans
Anna Maria d'Orléans (Castello di Saint-Cloud, 27 agosto 1669 – Torino, 26 agosto 1728) fu la prima regina consorte di Sardegna e la nonna materna di Luigi XV di Francia. Fu anche un'importante figura nella storia britannica.

## Biografia

### Infanzia

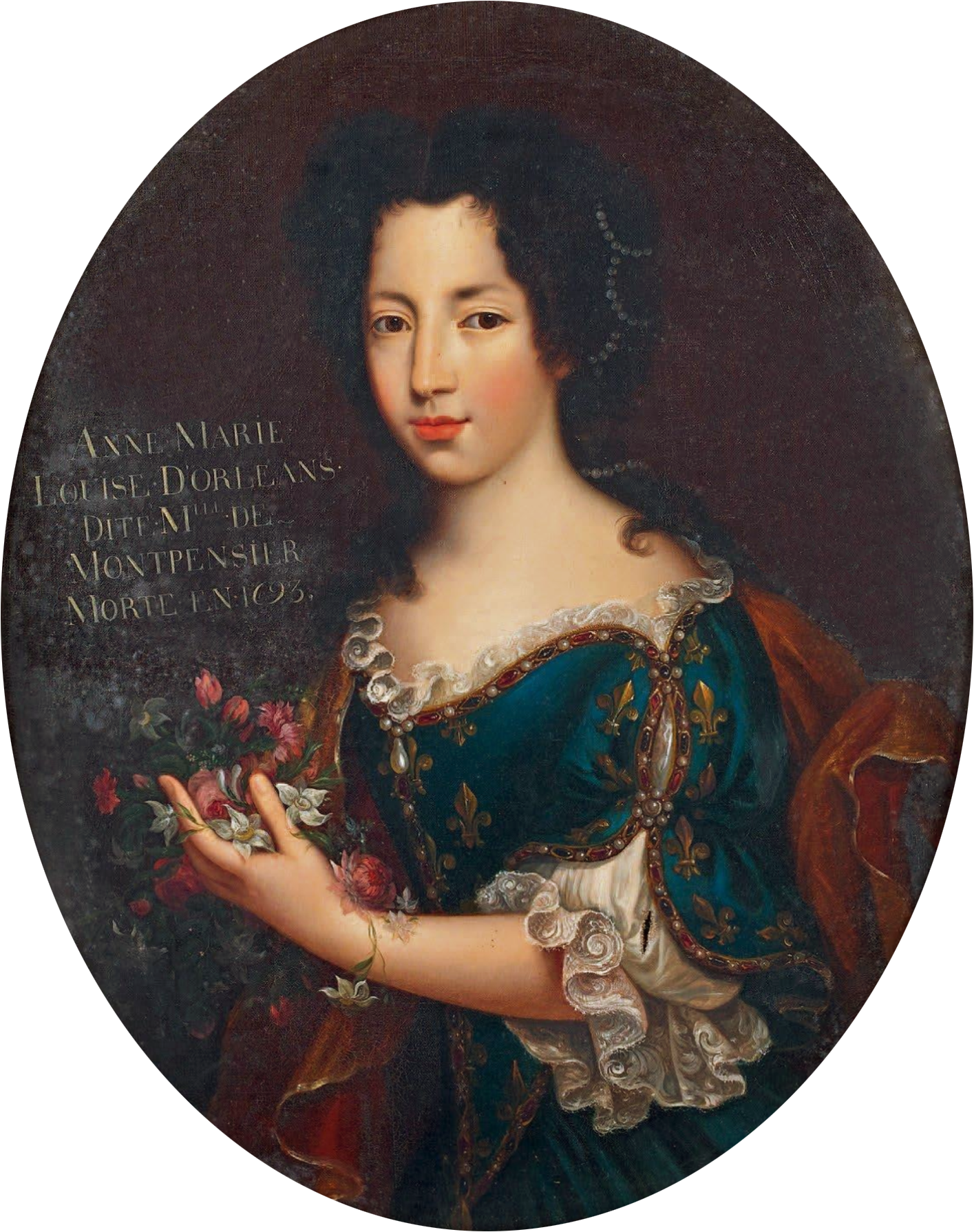
Anna Maria d'Orleans nei primi anni della sua vita.

Era la figlia di Filippo I, duca d'Orléans, fratello minore di Luigi XIV, e della principessa Enrichetta d'Inghilterra, la più giovane delle figlie femmine di Carlo I d'Inghilterra. Discendeva sia dalla famiglia reale francese che inglese, poiché i suoi nonni paterni erano Luigi XIII di Francia e Anna d'Austria e quelli materni erano Carlo I d'Inghilterra ed Enrichetta Maria di Francia.
Sua madre morì allo Château de Saint-Cloud dieci mesi dopo la nascita di Anna Maria. Un anno dopo, suo padre sposò la ventunenne Elisabetta Carlotta del Palatinato, che diventò molto legata alle sue figliastre. Il suo fratellastro Filippo d'Orléans, il futuro reggente di Francia, nacque dal secondo matrimonio di suo padre.
La sua matrigna in seguito la descrisse come una delle donne più amabili e virtuose.

### Matrimonio

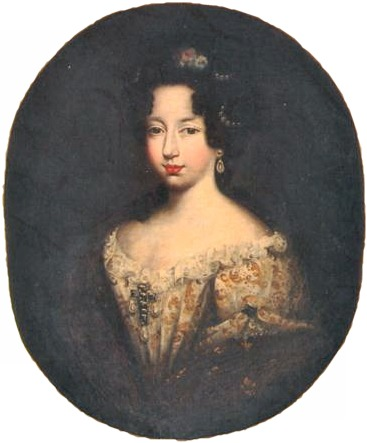
Anna Maria prima del suo matrimonio

Per mantenere l'influenza francese negli stati italiani, suo zio Re Luigi XIV combinò il suo matrimonio, all'età di quindici anni, con Vittorio Amedeo II di Savoia, allora Duca di Savoia, in seguito Re di Sicilia e poi di Sardegna.
Il matrimonio per procura di Anna Maria e Vittorio Amedeo ebbe luogo a Versailles il 10 aprile 1684, il giorno dopo la firma del contratto di matrimonio. Il suo promesso sposo era rappresentato da suo cugino, Luigi Augusto di Borbone, duca di Maine. Luigi XIV le diede una dote di 900,000 livres.
Il duca d'Orléans accompagnò sua figlia fino a Juvisy-sur-Orge (18 km a sud di Parigi), e la comtesse de Lillebonne l'accompagnò per tutto il percorso verso la Savoia. Conobbe suo marito Vittorio a Chambéry il 6 maggio, nozze di persona vennero celebrate dall'Arcivescovo di Grenoble. Due giorni dopo, i novelli sposi fecero il loro "ingresso trionfale" a Torino.
Il primo degli otto figli che partorì fu Maria Adelaide, la cui nascita quasi costò la vita ad Anna Maria a cui fu prontamente somministrata l'estrema unzione. Maria Adelaide avrebbe poi sposato Luigi, Duca di Borgogna, nipote di Luigi XIV nel 1697, e fu la madre di Luigi XV. Ma sia lei che suo marito morirono prima di poter succedere al trono.
Questo matrimonio fu combinato con l'assistenza del maréchal de Tessé e di Jeanne Baptiste d'Albert de Luynes, contessa di Verrua, che fu l'amante di Vittorio Amedeo dal 1689 al 1700.
Suo marito ebbe due figli da Jeanne. Tuttavia, quando si ammalò di vaiolo, Anna Maria lo curò fino alla sua guarigione.

### Regina consorte

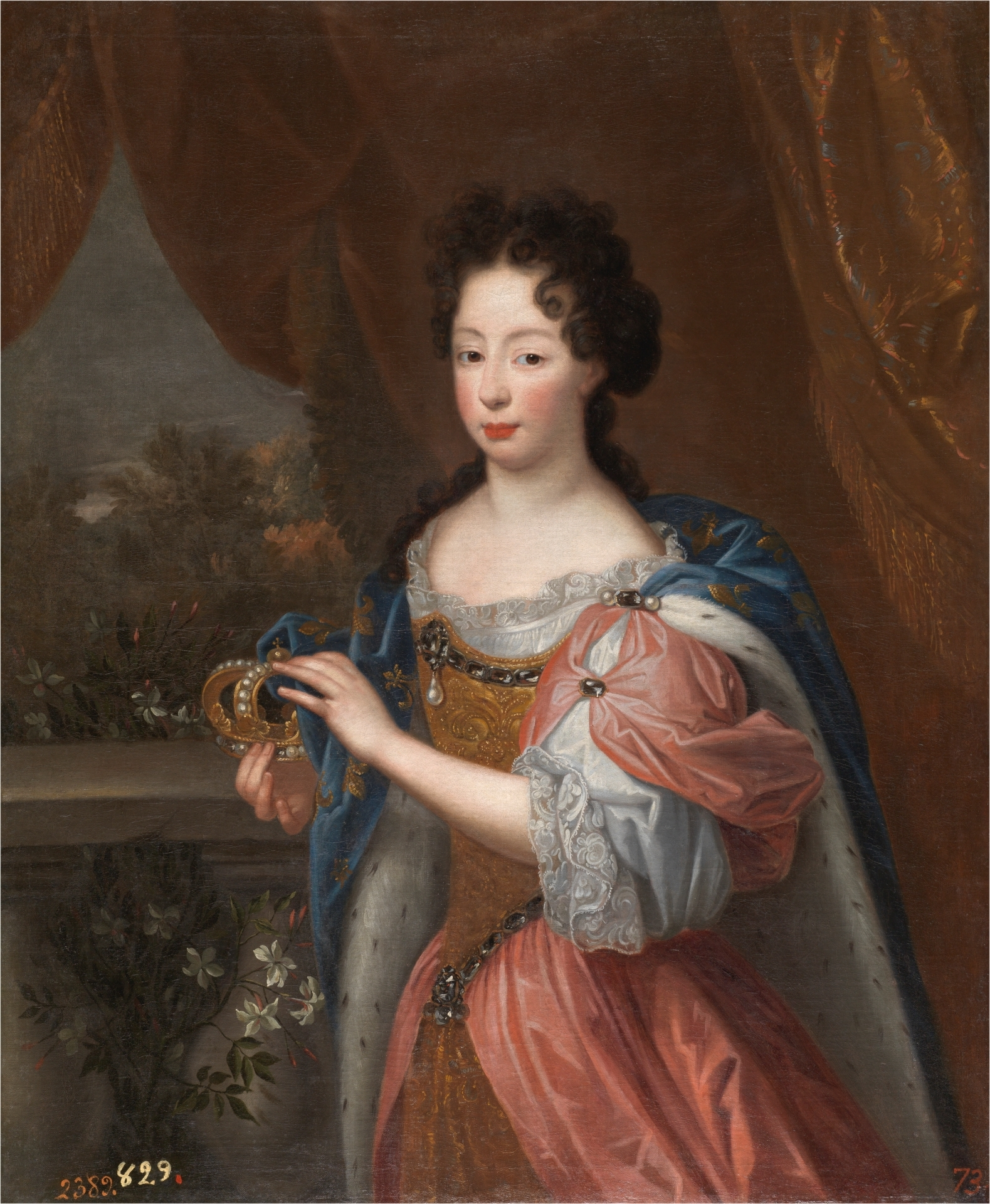
Ritratto di Anna Maria d'Orléans con la corona ducale dei Savoia, 1684, Pierre Gobert

Alla morte di suo padre nel giugno 1701, il suo fratellastro diventò il nuovo Duca d'Orléans. Il 2 novembre 1701, la sua terza figlia femmina, Maria Luisa, allora appena tredicenne, sposò Filippo di Francia, duc d'Anjou, che era appena diventato re Filippo V di Spagna. La giovane principessa sarebbe diventata Reggente di Spagna mentre suo marito era via nella campagna in Italia.
Nonostante il suo legame matrimoniale con la Francia, Vittorio Amedeo aderì al versante antifrancese nella guerra di successione spagnola. Nel 1706, Torino fu assediata dalle forze francesi sotto il comando del fratellastro di Anna Maria, Filippo d'Orléans, e dalle forze spagnole di suo cugino e cognato Filippo V. Lei e i suoi figli maschi Vittorio Amedeo e Carlo Emanuele furono obbligati a fuggire dalla città.
Quando la guerra terminò nel 1713 con il Trattato di Utrecht, Vittorio Amedeo ricevette il Regno di Sicilia, in precedenza possedimento spagnolo. La matrigna di Anna Maria, Madame, la Duchessa d'Orléans, scrisse: Né guadagnerò né perderò dalla pace, ma la sola cosa di cui godrò è vedere la nostra Duchessa di Savoia diventare una regina, perché le voglio bene come se fosse mia figlia... Egli fu obbligato a scambiare la Sicilia per il dominio meno importante della Sardegna nel 1720, ma mantenne il titolo di Re.
Come consorte sabauda, Anna Maria aveva l'utilizzo del Palazzo Reale di Torino, la Villa della Regina, della quale commissionò la riprogettazione a Filippo Juvarra, e la costruenda Palazzina di caccia di Stupinigi (sempre su progetto dello Juvarra).

### Ultimi anni e morte
La regina Anna Maria morì per insufficienza cardiaca nella sua villa il 26 agosto 1728, il giorno prima del suo 59º compleanno. Fu sepolta nella Basilica di Superga a Torino, dove tutti i suoi figli, con l'eccezione di Maria Adelaide e Maria Luisa, sono sepolti.
Suo marito, Vittorio Amedeo II, abdicò in favore di suo figlio nel 1730, e morì due anni dopo a Moncalieri, dopo essersi risposato morganaticamente.

## Successione giacobita
Dal 1714 al 1720, Anna Maria d'Orléans fu l'erede presuntiva alle rivendicazioni giacobite ai troni di Inghilterra, Scozia e Irlanda. Queste rivendicazione erano detenute a suo tempo da Giacomo Francesco Edoardo Stuart ("il Vecchio Pretendente", figlio di Giacomo II). Anna Maria diventò l'erede presunta con la morte della sorella di Giacomo la regina Anna di Gran Bretagna nel 1714. Infatti in Gran Bretagna, Giacomo Francesco Edoardo Stuart non era considerata legittimo, e quindi alla morte di Anna Stuart la prima in successione sarebbe stata lei, ma esclusa dall'Act of Settlement. Fu rimpiazzata come erede dalla nascita del figlio del Vecchio Pretendente, Carlo Edoardo Stuart ("Bonnie Prince Charlie"), il 31 dicembre 1720. Carlo Edoardo e suo fratello, il cardinale Stuart, morirono entrambi senza prole legittima, così i discendenti di Anna Maria d'Orléans ereditarono le pretese giacobite, vale a dire che essi avrebbero ereditato la corona britannica se non fosse stato per l'Act of Settlement, che escludeva le pretese dei cattolici Stuart e d'Orléans e assegnava il trono ai parenti protestanti più prossimi, gli Hannover.

## Discendenza
| Nome                                     | Nascita          | Morte            | Note |
| ---------------------------------------- | ---------------- | ---------------- | --- |
| Maria Adelaide di Savoia                 | 6 dicembre 1685  | 12 febbraio 1712 | Sposò Luigi, Duca di Borgogna, figlio di Luigi, il Gran Delfino e nipote del Re Sole. |
| Maria Anna di Savoia                     | 14 agosto 1687   | 5 agosto 1690    | |
| Maria Luisa di Savoia                    | 17 novembre 1688 | 14 febbraio 1714 | Sposò Filippo V, re di Spagna. |
| Vittorio Amedeo, principe di Piemonte    | 6 maggio 1699    | 22 marzo 1715    | |
| Carlo Emanuele III                       | 27 aprile 1701   | 20 febbraio 1773 | Futuro duca di Savoia e re di Sardegna; si sposò tre volte, prima con Anna Cristina di Sulzbach poi con Polissena d'Assia-Rheinfels-Rotenburg ed infine con Elisabetta Teresa di Lorena. Ebbe figli da tutte e tre le mogli. |
| Emanuele Filiberto di Savoia (1705–1715) | 1º dicembre 1705 | 19 dicembre 1705 | Duca del Chiablese |

## Ascendenza
|                                     |                         |                             | Genitori                     |  |  | Nonni |  |  | Bisnonni             |  |  | Trisnonni                  |  |
|                                     |                         |                             |                              |  |  |       |  |  | Enrico IV di Francia |  |  | Antonio di Borbone-Vendôme |  |
|                                     |                         |                             |                              |  |  |       |  |  | Enrico IV di Francia |  |  | Antonio di Borbone-Vendôme |  |
|                                     |                         | Giovanna III di Navarra     |                              |  |  |       |  |  | Enrico IV di Francia |  |  |                            |  |
| Luigi XIII di Francia               |                         |                             |                              |  |  |       |  |  | Enrico IV di Francia |  |  |                            |  |
|                                     |                         | Maria de' Medici            | Francesco I de' Medici       |  |  |       |  |  |                      |  |  |                            |  |
|                                     |                         | Maria de' Medici            | Francesco I de' Medici       |  |  |       |  |  |                      |  |  |                            |  |
|                                     |                         | Maria de' Medici            | Giovanna d'Austria           |  |  |       |  |  |                      |  |  |                            |  |
| Filippo I di Borbone-Orléans        |                         | Maria de' Medici            |                              |  |  |       |  |  |                      |  |  |                            |  |
|                                     |                         | Filippo III di Spagna       | Filippo II di Spagna         |  |  |       |  |  |                      |  |  |                            |  |
|                                     |                         | Filippo III di Spagna       | Filippo II di Spagna         |  |  |       |  |  |                      |  |  |                            |  |
|                                     |                         | Filippo III di Spagna       | Anna d'Asburgo               |  |  |       |  |  |                      |  |  |                            |  |
| Anna d'Asburgo                      |                         | Filippo III di Spagna       |                              |  |  |       |  |  |                      |  |  |                            |  |
|                                     |                         | Margherita d'Austria-Stiria | Carlo II d'Austria           |  |  |       |  |  |                      |  |  |                            |  |
|                                     |                         | Margherita d'Austria-Stiria | Carlo II d'Austria           |  |  |       |  |  |                      |  |  |                            |  |
|                                     |                         | Margherita d'Austria-Stiria | Maria Anna di Wittelsbach    |  |  |       |  |  |                      |  |  |                            |  |
| Anna Maria di Borbone-Orléans       |                         | Margherita d'Austria-Stiria |                              |  |  |       |  |  |                      |  |  |                            |  |
|                                     | Giacomo I d'Inghilterra | Enrico Stuart, Lord Darnley |                              |  |  |       |  |  |                      |  |  |                            |  |
|                                     | Giacomo I d'Inghilterra | Enrico Stuart, Lord Darnley |                              |  |  |       |  |  |                      |  |  |                            |  |
|                                     | Giacomo I d'Inghilterra | Maria Stuarda               |                              |  |  |       |  |  |                      |  |  |                            |  |
| Carlo I d'Inghilterra               | Giacomo I d'Inghilterra |                             |                              |  |  |       |  |  |                      |  |  |                            |  |
|                                     |                         | Anna di Danimarca           | Federico II di Danimarca     |  |  |       |  |  |                      |  |  |                            |  |
|                                     |                         | Anna di Danimarca           | Federico II di Danimarca     |  |  |       |  |  |                      |  |  |                            |  |
|                                     |                         | Anna di Danimarca           | Sofia di Meclemburgo-Güstrow |  |  |       |  |  |                      |  |  |                            |  |
| Enrichetta d'Inghilterra            |                         | Anna di Danimarca           |                              |  |  |       |  |  |                      |  |  |                            |  |
|                                     |                         | Enrico IV di Francia        | Antonio di Borbone-Vendôme   |  |  |       |  |  |                      |  |  |                            |  |
|                                     |                         | Enrico IV di Francia        | Antonio di Borbone-Vendôme   |  |  |       |  |  |                      |  |  |                            |  |
|                                     |                         | Enrico IV di Francia        | Giovanna III di Navarra      |  |  |       |  |  |                      |  |  |                            |  |
| Enrichetta Maria di Borbone-Francia |                         | Enrico IV di Francia        |                              |  |  |       |  |  |                      |  |  |                            |  |
|                                     |                         | Maria de' Medici            | Francesco I de' Medici       |  |  |       |  |  |                      |  |  |                            |  |
|                                     |                         | Maria de' Medici            | Francesco I de' Medici       |  |  |       |  |  |                      |  |  |                            |  |
|                                     |                         | Maria de' Medici            | Giovanna d'Austria           |  |  |       |  |  |                      |  |  |                            |  |
|                                     |                         | Maria de' Medici            |                              |  |  |       |  |  |                      |  |  |                            |  |

## Titoli e trattamento
- 27 agosto 1669 - 30 agosto 1679: Sua Altezza Reale, Mademoiselle de Valois
- 30 agosto 1679 - 10 aprile 1684: Sua Altezza Reale, Mademoiselle
- 10 aprile 1684 - 22 settembre 1713: Sua Altezza Reale, la Duchessa di Savoia[5]
- 22 settembre 1713 - 8 agosto 1720: Sua Maestà, la Regina di Sicilia
- 8 agosto 1720 - 26 agosto 1728: Sua Maestà, la Regina di Sardegna